# Hällevik
Hällevik is een plaats in de gemeente Sölvesborg in het landschap Blekinge en de provincie Blekinge län in Zweden. De plaats heeft 813 inwoners (2010) en een oppervlakte van 0,87 km². In deze plaats ligt het stadion Strandvallen, de thuisbasis voor de voetbalclub Mjällby AIF.

## Verkeer en vervoer
Bij de plaats loopt de Länsväg 123.